# لوتسوو (آلمان)
لوتسوو (به آلمانی: Lützow) یک شهر در آلمان است که در نوردوست‌مکلنبورگ واقع شده‌است. لوتسوو ۱٬۵۵۱ نفر جمعیت دارد.